# Saint-Jean-de-Bonneval
Saint-Jean-de-Bonneval är en kommun i departementet Aube i regionen Grand Est (tidigare regionen Champagne-Ardenne) i nordöstra Frankrike. Kommunen ligger  i kantonen Bouilly som ligger i arrondissementet Troyes. År 2022 hade Saint-Jean-de-Bonneval 403 invånare.

## Befolkningsutveckling
Antalet invånare i kommunen Saint-Jean-de-Bonneval
Referens: INSEE